# Palaiargia myzomela
Palaiargia myzomela là một loài chuồn chuồn kim trong họ Coenagrionidae.
Palaiargia myzomela được Lieftinck miêu tả khoa học năm 1957.